# Sporting Chance
Sporting Chance és una pel·lícula dramàtica de 1931 dirigida i produïda per Albert Herman i escrita per King Baggot. La pel·lícula va ser estrenada el 21 de novembre de 1931 per Peerless Pictures Corporation i States Rights.

## Argument
Terry Nolan, un jockey, es fa el presumit després d'aconseguir l'èxit a l'hipòdrom, però posteriorment, és suspès per desobediència. Phillip Lawrence, el fill del cap d'en Terry, Phillip Lawrence, Sr., li dona l'oportunitat de redimir-se en una cursa d'obstacles.

## Repartiment
- William Collier Jr. com Terry Nolan
- Claudia Dell com Mary Bascom
- James Hall com Phillip Lawrence
- Eugene Jackson com Horseshoes
- Mahlon Hamilton com Buddy
- Hedwiga Reicher com tieta Hetty
- Joseph Levering com Phillip Lawrence, Sr.
- Henry Roquemore com Mullins